# Phalangopsina bolivari
Phalangopsina bolivari is een rechtvleugelig insect uit de familie krekels (Gryllidae). De wetenschappelijke naam van deze soort is voor het eerst geldig gepubliceerd in 2012 door Desutter-Grandcolas.